# KOMPSAT-3
KOMPSAT-3 (acronyme de KOrean Multi-Purpose SATellite-3), appelé aussi Arirang-3 (en coréen : 아리랑 3호), est le troisième satellite d'observation de la Terre sud-coréen. Il dispose d'une caméra multispectrale fournissant des images en panchromatique avec un pouvoir de résolution de 70 cm. Il est placé en orbite en 2012.

## Historique
La Corée du Sud lance en 1995 son programme national de satellites d'observation de la Terre, qui est baptisé KOMPSAT. L'objectif est fournir des services pour différentes applications de télédétection telles que la réalisation d'un système d'information géographique national, le contrôle de ses ressources agricoles et le suivi des désastres naturels. KOMPSAT-3 est le troisième satellite du programme. Il est développé par l'Institut coréen de recherche aérospatiale (KARI), pour prendre la suite du satellite KOMPSAT-2 lancé en 2006. KOMPSAT-3 est placé en orbite avec le satellite japonais Global Change Observation Mission-W1 (GCOM-W1) le 17 mai 2012 par un lanceur japonais H-IIA qui décolle de la base de lancement de Tanegashima.

## Caractéristiques techniques du satellite
Le satellite KOMPSAT-3 utilise une nouvelle plate-forme développée par l'Institut coréen de recherche aérospatiale (KARI). La masse au lancement est de 980 kilogrammes. De forme cylindrique, il est haut de 3,5 mètres pour un diamètre de 2 mètres. Le satellite est stabilisé sur 3 axes. Son orientation est déterminée à l'aide de viseurs d'étoiles, de capteurs solaires, de gyroscopes et d'une centrale à inertie. Les changements d'orientation sont réalisés à l'aide de roues de réaction et de magnéto-coupleurs. Une propulsion monergol utilisant de l'hydrazine est utilisée pour désaturer les roues de réaction et modifier l'orbite. L'énergie est fournie par trois ensembles de panneaux solaires déployés en orbite. Ceux-ci utilisent des cellules photovoltaïques qui produisent 1 300 watts. Les données sont transmises en bande S et en bande X. La durée de vie est de 4 ans minimum.

## Orbite
KOMPSAT-3 décrit une orbite héliosynchrone quasi circulaire avec les paramètres :	
- Altitude moyenne : 685 km
- Inclinaison : 98,2°
- Période de révolution : 98,5 minutes
- Passage au nœud ascendant : 13 h 30
- Cycle orbital : 28 jours

### Charge utile
La charge utile est l'imageur « pushbroom (en) » (AEISS - Advanced Earth Imaging Sensor System) développé par l'Institut coréen de recherche aérospatiale (KARI) avec le support technique de Astrium Allemagne. Il permet l'acquisition d'image en haute et très haute résolution sur une emprise de 15 km. La partie optique est constituée par un télescope de type Korsch de 80 centimètres de diamètre avec une longueur focale de 8,6 mètres. Le satellite est programmable avec des angles de visée latérale de ± 45° et dans l'axe de ± 30° :
| mode           | canal | bande spectrale                  | résolution spatiale | bande large |
| -------------- | ----- | -------------------------------- | ------------------- | ----------- |
| multispectral  | 1     | 0,45-0,52 mm (bleu)              | 2,8 m               | 15 km       |
|                | 2     | 0,52-0,60 mm (vert)              | 2,8 m               | 15 km       |
|                | 3     | 0,63-0,69 mm (rouge)             | 2,8 m               | 15 km       |
|                | 4     | 0,76-0,90 mm (proche infrarouge) | 2,8 m               | 15 km       |
| panchromatique | P     | 0,45-0,90 mm                     | 0,7 m               | 15 km       |